# Rotstreifen-Prachtkärpfling
Der Rotstreifen-Prachtkärpfling (Aphyosemion elberti) ist ein in den Gewässern Kameruns, des östlichen Nigeria und des westlichen Zentralafrika beheimateter, farbenprächtiger Vertreter der Killifische.

## Merkmale
Der Rotstreifen-Prachtkärpfling ist ein schlanker, mittelgroßer Zahnkarpfen. Sowohl Männchen als auch Weibchen erreichen eine Standardlänge von 4 cm. Männchen haben im Allgemeinen einen olivgrünen bis braunen Rücken und leuchtend blaue bis blaugrüne Körperseiten, auf denen sich zahlreiche rote Flecke zeigen, die auf der vorderen Körperhälfte als unregelmäßige, horizontale Bänder und auf der hinteren Körperhälfte als senkrechte Streifen angeordnet sind. Die Anzahl und Breite der Streifen ist zwischen den verschiedenen Populationen variabel. Rücken- und Afterflosse sind hellblau mit roten Streifen und Punkten. Bei einer gelben Morphe besitzen diese Flossen einen breiten gelben bis gelb-orangen Rand, der bei der Rückenflosse aber auch fehlen kann. Die Schwanzflosse ist hellblau mit senkrechten, roten Streifen im Zentrum und waagerechten, roten Streifen am oberen und unteren Rand. Diese Streifen können bei der gelben Morphe gelb sein. Weibchen sind graubraun und zeigen ein Muster von dunkelbraunen Punkten und Streifen, die ähnlich angeordnet sind wie die roten bei den Männchen. Ihre unpaaren Flossen sind farblos, hellgelb oder orange mit dunklen rotbraunen Punkten. Die Schwanzflosse hat schwache waagerechte Streifen.
- Flossenformel: Dorsale 10–12, Anale 15–17.
- Schuppenformel 28–31 (mLR).

## Verbreitung
Der Rotstreifen-Prachtkärpfling kommt in kleinen Bächen, Flüssen und Sümpfen in offenem und trockenem Grasland und in Savannen vor. Im Hochland von Adamaua im Norden Kameruns liegen die Einzugsgebiete des oberen Benue, einem Nebenfluss des Niger, des oberen Logone, der über den Schari in den Tschadsee mündet, sowie des Sanaga und seines Nebenflusses Mbam. In den Oberläufen dieser Flüsse, die die Staatsgebiete von Kamerun, Nigeria, der Zentralafrikanischen Republik und des Tschad durchfließen, ist der Rotstreifen-Prachtkärpfling heimisch.

## Taxonomie
Der Rotstreifen-Prachtkärpfling wurde unter dem Namen Panchax elberti von Ernst Ahl im Jahr 1924 erstmals beschrieben. Im selben Jahr wurde von dem damals erst 19-jährigen George Sprague Myers die Gattung Aphyosemion aufgestellt, zu der der Rotstreifen-Prachtkärpfling heute gezählt wird. Ebenfalls im Jahr 1924 hatte Ahl im Heft 1–2 des Zoologischen Anzeigers den Prachtkärpfling Panchax bualanus vorgestellt und beschrieben. J. J. Scheel kam jedoch im Jahre 1968 zu der Ansicht, dass es sich bei den beiden Exemplaren um dieselbe Art handeln würde und daher der Name Panchax bualanus bzw. Aphyosemion bualanus wegen der früheren Veröffentlichung durch Ahl nach der Prioritätsregel dem Artnamen Panchax elberti vorzuziehen sei. Lange Zeit war deshalb der Rotstreifen-Prachtkärpfling unter dem Namen Aphyosemion bualanus bekannt, bis sich ab 1988 die Meinung durchsetzte, dass es sich doch um zwei verschiedene Arten handelte. L. Seegers konnte im Zoologischen Museum im damaligen Ostberlin die Typusexemplare Ahls vergleichen und kam zu dem Schluss, dass die beiden Fischarten klar zu unterscheiden seien.